# Xabi Tolosa
Xabi Tolosa (Tolosa, 23 de septiembre de 1987) es un actor y dibujante español. Es conocido por su cómic Esto se ha hecho mil veces, publicado por la editorial ¡Caramba! y por sus papeles de protagonista en los largometrajes Cabás y Todos tus secretos. La revista  Fotogramas le incluyó en 2016 en la lista de los 10 intérpretes imprescindibles del otro cine español.

## Biografía
Nacido en Tolosa, realiza sus estudios universitarios en Bilbao, que compagina con trabajos como actor doblaje y teatro. En 2011 se traslada a Madrid y comienza a trabajar en cortometrajes y publicidad. Al año siguiente rueda la película Cabás, primer largometraje del director alavés Pablo Hernando, considerado referente del denominado cine low cost español. En los años siguientes son destacables sus trabajos en el cortometraje "Carlota" de Nacho Vigalondo y la película Todos tus Secretos de Manuel Bartual, premiada en el Festival de Málaga el año de su estreno. Paralelamente, en 2012 comienza a publicar en internet y por entregas Esto se ha hecho mil veces, un cómic autobiográfico dibujado a boli bic, que se hace viral gracias a herramientas de difusión en redes sociales. En 2013 la editorial ¡Caramba!, especializada en humor, publica un libro recopilatorio con las primeras tres temporadas.
En 2020 publica el juego de mesa Hoy se sale, diseñado con su amigo cineasta Pablo Hernando e ilustrado por Paco Alcázar. El juego se financió gracias a una exitosa campaña de crowdfunding.
Xabi es la voz del Gato Erwin, personaje del podcast de ficción Biotopía, creada y dirigida por Manuel Bartual.

## Filmografía
Cine
- Azules, dir. Pablo Hernando (2009). Cortometraje
- Agustín del Futuro, dir. Pablo Hernando (2011). Cortometraje
- 85.12.30, dir. Manuel Bartual (2012). Cortometraje
- Cabás, dir. Pablo Hernando (2012).
- Desafío Final, dir. Manuel Bartual (2013). Cortometraje
- Ventanitas, dir. Manuel Bartual (2013). Cortometraje. Ganador del Premio Jameson a la mejor Película de Triple Destilación en el  Jameson Notodofilmfest[14]

- Carlota, dir. Nacho Vigalondo (2013). Cortometraje
- Todos tus secretos, dir. Manuel Bartual (2014). Premio Canal + a la Mejor Película de Zonazine en el  Festival de Málaga[6]

- Berserker, dir. Pablo Hernando (2015).

Doblaje
- Avatar, azken aire maisua (2009) voz en euskera de Zuko.[15]

## Publicaciones
- Esto se ha hecho mil veces, ¡Caramba!, 2013
- Historias Reales, colaboración en la revista digital Orgullo y Satisfacción n.º 5, 2015[16]